# فابيو لومباردي
فابيو لومباردي (بالإيطالية: Fabio Lombardi)‏ هو عالم موسيقى إيطالي، ولد في 1961 في ملدولا في إيطاليا.